# لکسوس ال‌اس
لکسوس ال‌اس (Lexus LS) خودرویی است که از سال ۱۹۸۹ تاکنون در تاهارا، آیچی، ژاپن، دوربان و آفریقای جنوبی تولید شده‌است. طراحی آن خودروهای موتور جلو-محور عقب، توزیع نیروی پیشران، خودروهای موتور جلو-چهار چرخ متحرک، خودرو چهار چرخ محرک بوده‌است.